# Al-Anbar
Pour les articles homonymes, voir Anbar.
Al-Anbâr (arabe : al-ʾanbār, الأنبار), anciennement Firuz Châpûr, Perisapora ou Anbâr (anbār (en persan : انبار), grenier ; arsenal ; entrepôt ; réservoir, cf. ab anbar, un réservoir traditionnel d'eau potable en Iran) avant l'arrivée des Arabes, était une ville importante sur la rive gauche de l'Euphrate. Les ruines de la ville se trouvent à 5 km au nord-ouest de Fallûja à proximité du village d'As-Saqlâwîya. La ville donne son nom à la province d'Al-Anbâr dont la capitale actuelle et plus grande ville est Ramadi. La seconde ville de la province est Falloujah.

## Histoire
À l'origine, Anbâr s'appelait Firuz Châpûr ou Perisapora et fut fondée aux environs de 350 apr. J.-C. par le Sassanide Shapur II.
En 363, la ville est prise et détruite par l'empereur romain Julien, qui vient de battre les armées perses devant Ctésiphon (mai 363). Incapable de prendre cette ville, il fait demi-tour et est tué pendant le combat lors d'une attaque de son arrière-garde près de Samarra (26 juin 364). Son successeur Jovien fait la paix avec Shapur II, contre l'abandon de toutes les conquêtes de Dioclétien sur la rive gauche du Tigre. La ville d'Anbâr est reconstruite.
Vers 571, l'empereur sassanide Khosro II, en difficulté à l'intérieur de son royaume, persuade l'empereur romain d'Orient Maurice Ier de lui envoyer de l'aide contre la promesse d'avantages territoriaux. Ainsi, Khosro II retrouve le trône de roi des rois. Fraîchement rétabli, il honore ses promesses, et, en conséquence, l’Empire romain retrouve ses frontières orientales de 502.
En 634, Anbâr redevient sassanide. Ses environs accueillent bon nombre des tribus arabes en rébellion contre le premier calife Abû Bakr. Parmi celles-ci, la tribu des Banû Taghlib suit sa prophétesse à Al-Yamama. Khalid ibn al-Walid se précipite hors de sa résidence à Al-Hira. Les tribus arabes qui sont là viennent s'affronter aux troupes musulmanes de Khalid et sont repoussées. Le gouverneur persan, voyant les fuyards, s'empresse de quitter la ville et d'y laisser les habitants se défendre comme ils le peuvent. Khalid, inflexible, ne veut admettre qu'une reddition sans concession. L'hostilité permanente des bédouins chrétiens amène Khalid à prendre des mesures de plus en plus dures. Les chefs sont décapités devant les murs de la ville et tous les hommes de la garnison sont mis à mort. Quant aux femmes et aux enfants, ils sont donnés aux soldats ou envoyés pour être vendus comme esclaves.
Il y avait un monastère où quatre jeunes gens s'étaient réfugiés. Ils se firent passer pour des étudiants recevant l'instruction des évangiles. Le sort de ces quatre hommes n'a d'intérêt que parce qu'ils sont, d'après la tradition, les ancêtres de quelques hommes célèbres comme l'historien Ibn Ishaq et le conquérant de l'Espagne Musa ben Nusayr.
Après la bataille du chameau en 656, Ali ibn Abi Talib remonte le cours de l'Euphrate sur plus de 1 200 km jusqu'à Raqqa où a lieu la bataille de Siffin. Anbâr devient le refuge des tribus arabes chrétiennes et juives de la région. Lorsqu'`Alî la prend, il y a, dit-on, 90 000 juifs (657).
En 749, as-Saffah, le fondateur de la dynastie abbasside, soupçonnant quelque complot, quitte sa résidence de Koufa et s'installe à Anbâr. Il y fait construire sa résidence appelée « Al-Hachimiya », du nom de son ascendance Hachémite. À l'annonce de la mort d'As-Saffah en 754, son frère Abû Ja`far se précipite à Koufa pour y obtenir le serment d'allégeance. Il revient à Anbâr et prend le surnom d'Al-Mansur.
Anbâr reste la capitale du Califat jusqu'à la fondation de Bagdad en 762 par le calife al-Mansur. La ville reste cependant un centre important pendant toute la période abbasside.
En janvier 1258, une colonne mongole marche vers Anbâr. La ville est prise et les quelques survivants vont se réfugier dans les quartiers ouest de Bagdad. Peu de temps après, Houlagou Khan attaque Bagdad. Le Calife et son fils demandent grâce. Le vizir envoyé pour discuter des termes de la reddition est refoulé. Lorsque la ville est pratiquement détruite, Houlagou envoie son secrétaire pour décider de la cessation des hostilités : c'est la fin du califat abbasside de Bagdad, Al-Anbar ne se relève pas de ses ruines.

## Anbâr à l'origine de l'écriture arabe?
Plusieurs siècles avant Mahomet, les Arabes de la Mecque ignoraient l'écriture, ce qui n'était pas le cas dans d'autres régions. Muramir ibn Murra d'Anbâr, qui a vécu quelques années avant Mahomet, fut l'inventeur des caractères arabes. Bachar le Kindian les aurait appris d'un habitant d'Anbâr et les aurait introduits à La Mecque.
« J'ai dit à `Abd Allâh Ibn `Abbâs : "Ô Quraych, renseignez-moi sur l'écriture arabe. L'utilisiez-vous, avec ses lettres qui se lient ou qui ne se lient pas entre elles, comme l'alif, le lam, le min et le nun, avant que Dieu ait envoyé Muhammad ?"

Ibn `Abbâs répondit affirmativement, et je repris : "Et qui vous l'avait apprise ?"
Il me répondit : "Harb Ibn Umayya." Je lui demandai : "Et de qui Harb la tenait-il ?"
Il me répliqua : "De `Abd Allâh Ibn Jud`ân." Je lui redemandais : "Et de qui 'Abd Allâh Ibn Jud'ân la tenait-il ?"
Il me répondit : "Des habitants d'al-Anbâr." Je lui demandai : "Et de qui les habitants d'al-Anbâr la tenaient-ils ?"
Il me répondit : "D'un Yéménite, qui vint un jour chez eux." Je lui demandai : "Et de qui cet homme la tenait-il ?"
Il me répondit : "D'Al-Khullajân ibn al-Qâsim, qui mit par écrit la révélation faite au prophète Hûd et qui disait :

"Faut-il que chaque année vous inventiez une nouvelle coutume, et que vous adoptiez une opinion qu'on doit interpréter différemment ? Certes, la mort est préférable à une vie où nous sommes insultés par les Jurhum et les Himyar." »
Les lettres inventées par Muramir étaient différentes de celle de l'himyarite et elles étaient très proches du kufique. Les premières versions du Coran ont utilisé le style kufique. Quant aux très beaux caractères que l'on utilise maintenant sous le nom de kufique, ils ont été créés par Ibn Muqla, vizir sous les califes Al-Muqtadir, Al-Qahir, et Ar-Radi, qui a vécu trois cents ans après Mahomet. Ce style d'écriture a été mené à son degré de perfection par Ali Ibn Bawab,.